# Challenge Kupa
A Challenge-kupa (Challenge Cup) egy labdarúgókupa volt az Osztrák-Magyar Monarchiában 1897-től 1911-ig.

## Története
A kupa kitalálója John Gramlick volt, a Vienna Cricket and Football Club alapítóinak egyike. Eredetileg a Monarchia csapatait képzelték el a kieséses rendszerű küzdelmek résztvevőiként, de gyakorlatilag csupán a legnagyobb városokat sikerült bevonni.
Kezdetben csak osztrák (bécsi) klubcsapatok indultak, majd az 1900–1901-es kiírásban a csehek (Prága), a következő évben a magyarok (Budapest) is csatlakoztak. Innentől kezdve az egyes országok (birodalomrészek) előbb saját tornát rendeztek, amelyek győztesei jutottak a nagydöntőbe.
Az eredeti elképzelés szerint az a csapat, amely sorozatban háromszor megnyeri a kupát, végleg megtarthatta volna a serleget, de ezt a szabályt 1903-ban megváltoztatták: örökös vándordíjjá nyilvánították a kupát, amit nem lehet végleg elhódítani.
A sorozat 1911-ben megszűnt. 1927-ben az időközben függetlenné vált egykori tagországok klubcsapatai számára új kupasorozatot írtak ki, közép-európai kupa néven. Az új kupába bekapcsolódtak más országok is (Jugoszlávia, Olaszország, Svájc, Románia).

## Döntők
| Év                                                   | Győztes           | Vesztes           | Eredmény     |
| ---------------------------------------------------- | ----------------- | ----------------- | ------------ |
| 1897                                                 | Vienna Cricket FC | FC 98             | 7:0          |
| 1899                                                 | First Vienna FC   | AC Victoria       | 4:1          |
| 1900                                                 | First Vienna FC   | Vienna Cricket FC | 2:0          |
| 1901                                                 | Wiener AC         | SK Slavia Praha   | 1:0          |
| 1902                                                 | Vienna Cricket FC | BTC               | 2:1          |
| 1903                                                 | Wiener AC         | CAFC Vinohrady    | játék nélkül |
| 1904                                                 | Wiener AC         | Vienna Cricket FC | 7:0          |
| 1905                                                 | Wiener SV         | MAC               | 2:1          |
| 1905-től 1908-ig nem rendezték meg a kupát.          |                   |                   |              |
| 1909                                                 | FTC               | Wiener SC         | 2:1          |
| Az 1909–1910-es szezonban nem rendezték meg a kupát. |                   |                   |              |
| 1911                                                 | Wiener SC         | FTC               | 3:0          |